# Trueno
Trueno, de son vrai nom Mateo Palacios Corazzina, est un rappeur, chanteur et musicien argentin, né le 25 mars 2002 à Buenos Aires. Il commence sa carrière dans les battles à l'âge de quatorze ans, lorsqu'il s'essaie aux tournois A Cara de Perro Zoo Juniors et Red Bull Regional à Buenos Aires. L'année suivante, il devient champion de la compétition A Cara de Perro Zoo Juniors. Il participe ensuite à plusieurs tournois, tant au niveau national qu'international.
En 2017, soutenu par le label Neuen, il commence sa carrière musicale en publiant son premier single K.I.N.G., et la même année, il devient champion de la compétition Cruce de Campeones. Trueno se fait connaître après la sortie de BZRP Freestyle Sessions, Vol. 6 et de BZRP Music Sessions, Vol. 16, et après avoir remporté les Freestyle Master Series de Argentina et l'édition argentine de la Red Bull Batalla de Gallos. Après son succès, il annonce se retirer des battles et se concentrer principalement sur sa carrière musicale.
En 2020, il sort son premier album studio Atrevido, sous le label Neuen et distribué par Sony Music Latin. En 2022, il sort son deuxième album studio intitulé Bien o mal sous son label Sur Capital Records. En 2024, il sort son troisième album studio El último baile, composé de treize chansons.

## Biographie

### Jeunesse
Mateo Palacios Corazzina est né le 25 mars 2002 à La Boca, un quartier de la ville autonome de Buenos Aires. Il est le fils de Juliana Corazzina et de Pedro Palacios, rappeur uruguayen connu sous le nom de MC Peligro, ancien membre du groupe Diferentes Actitudes Juveniles et actuel leader du collectif artistique Sur Capital Clika. Son grand-père paternel, Yamandú Palacios, était également un musicien folk et un guitariste hors pair, qui a joué avec des artistes tels qu'Alfredo Zitarrosa, Joaquín Sabina et Joan Manuel Serrat. Comme il le déclare dans plusieurs interviews, la musique de son père a été sa plus grande influence musicale. Dès l'âge de trois ans, et grâce au soutien de son père, il a commencé à faire du beatboxing, et à la même époque, il s'est intéressé au breakdance. Pedro Palacios, dans une interview au journal Clarín, déclare qu'il avait prêté un micro à Mateo lorsqu'il avait quatre ans, pour qu'il puisse essayer le son : « Il m'a donné le refrain d'une chanson. Il connaissait toutes les paroles ».
Bien que fortement influencé par le hip-hop, il ne tombe amoureux du genre qu'à l'âge de cinq ans, lorsqu'il a vu le film 8 Mile, réalisé en 2003 par le cinéaste américain Curtis Hanson, ce qui a conduit son père à l'emmener à un tournoi Balla de Gallos, où il est initié au rap freestyle. Selon les commentaires de Trueno aux Urban Roosters, il a commencé à rapper à l'âge de sept ans et a reçu le soutien de ses professeurs, qui « savaient ce qu'il faisait ». Tout en pratiquant la musique, il décide à l'âge de douze ans d'ouvrir une chaîne YouTube appelée Mateo Palacios, où il publiait principalement des vidéo humoristiques. Il avait pour partenaire une autre artiste argentine bien connue, surnommée Nicki Nicole,.

### Débuts
En 2015, à l'âge de treize ans, il participe pour la première fois à un tournoi national de rap freestyle : A Cara de Perro Zoo Juniors, qui se tient à Tecnópolis,. Trueno est optimiste avant le tournoi, commentant qu' » il allait entrer, et qu'il allait gagner », cependant, il n'obtient pas de bons résultats lors de la première qualification et finit par être éliminé.5. Selon son père, « il n'a pas dit un mot pendant tout le voyage de retour ». La même année, il tente de participer au Red Bull Regional à Buenos Aires, mais est également éliminé lors de son premier match. En 2016, à l'âge de quatorze ans, il participe de nouveau à A Cara de Perro Zoo Juniors, dont il est vainqueur. « Je me suis toujours soucié de ce que les gens disaient de moi. Ils disaient que j'étais surestimé parce que j'étais petit ou parce que mon père était rappeur, et je me disais : qu'est-ce que j'ai fait de mal ? » 
Après sa victoire, il est invité à participer à un concours de freestyle organisé par l'entreprise de mode Vans, à l'occasion du cinquantième anniversaire de la création de cette marque. Lors de ce concours, qui se tient le 27 mai, il parvient à atteindre les demi-finales, où il perd face au rappeur Zonda, originaire de Bariloche. Sa participation à cette compétition est saluée par le média El Estilo Libre, qui considère que Trueno « frôlait la perfection », et commente que, « dans la partie classique du concours, Trueno pouvait être vu un peu mieux que celui de Bariloche ». Il ne participe plus à un seul battle jusqu'au 17 juillet, où il revient pour la cinquième date de la saison 2016 dans la ligue El Quinto Escalón. À cette date, il est éliminé en huitième de finale par le rappeur de Buenos Aires Klan dans la catégorie 1vs1vs1,. Il participe à nouveau à la sixième date de la compétition, où il est de nouveau éliminé en huitième de finale dans la catégorie 1vs1vs1, face au rappeur Dani,. À la mi-août, il participe au premier tour de la Las Vegas Cup, où il se qualifie pour les demi-finales avant d'être éliminé. Cependant, à la fin du même mois, le rappeur mexicain Aczino le remarque et l'invite à participer au tournoi Supremacía MC, qui est sa première compétition internationale,. Une fois de plus, Palacios parvient à se qualifier pour les demi-finales, où il perd face au rappeur péruvien Stick.19 Plus tard, et toujours en Argentine, il participe au septième tour d'El Quinto Escalón où, pour la première fois dans cette compétition, il atteint les quarts de finale, où il est éliminé par le rappeur Ecko,.

### Succès
Le 16 mai 2023, il remporte le Gardel de Oro pour sa performance depuis le début de sa carrière et l'accueil de l'album Bien o mal et avec lui la catégorie de « meilleur album de musique urbaine »,. Il remporte également le Prix de l'enregistrement de l'année avec Nathy Peluso pour Argentina. Le 12 septembre de la même année, il clôt la tournée Bien o Mal à Madrid, se produisant dans des pays tels que les États-Unis, l'Argentine, l'Espagne, et le Mexique, entre autres. Le 1er mars 2024, il donne son premier concert au Festival international de la chanson de Viña del Mar, devenant ainsi le premier rappeur à se produire lors de l'événement chilien. Le spectacle de 50 minutes lui vaut deux Gaviotas d'argent et d'or,. Il laisse également un message contre les dictatures civilo-militaires qui ont lieu au Chili et en Argentine. Il est également l'un des plus jeunes artistes à se produire dans toute l'histoire du Festival de Viña del Mar.
Le 23 mai 2024, il sort son troisième album studio intitulé El último baile, qui comprend treize singles déjà sortis et des titres promotionnels tels que Tranky funky, Ohh Baby et The Roof is on Fire. Bien que le sujet ne soit pas abordé dans le projet, l'album est indirectement lié aux expériences professionnelles et personnelles qu'elle a vécues en 2023, telles que le changement de son équipe de travail ou la rupture de sa relation,.

## Discographie

### Albums studio
- 2020 : Atrevido
- 2022 : Bien o mal
- 2024 : El último baile

### Albums live
- 2021 : Atrevido en vivo